# Gush Dan
Gush Dan (en hebreo: גוש דן) es el nombre del área metropolitana situada en torno a la ciudad de Tel Aviv-Yafo, en la zona centro-occidental de Israel. Incluye áreas tanto del Distrito Central como del Distrito de Tel Aviv en la costa del Mediterráneo.
Es la mayor área metropolitana de Israel, con una población de 3 150 000 habitantes, lo que la convierte también en la mayor metrópoli judía a nivel mundial, por delante de Nueva York. El área incluye las ciudades de Tel Aviv, Ramat Gan, Guivatayim, Petaj Tikva, Bnei Brak, Bat Yam, Herzliya, Ramla, Lod y Rishon LeZion.
El nombre Gush Dan significa 'Bloque de Dan', así denominado debido a que el área metropolitana ocupa el territorio de la tribu de Dan, una de las Doce Tribus que conformaron el antiguo Reino de Israel.

## Historia
El nombre Gush Dan significa 'Bloque de Dan', y se llama así porque la zona era el territorio de la tribu de Dan en el antiguo Reino de Israel. Según el relato bíblico, la tribu originalmente había tratado de asentarse en la zona costera central de Canaán, pero debido a la enemistad con los filisteos que se habían instalado ya allí, sólo pudieron acampar en la montaña con vistas al Valle de Sorek. La ubicación del campamento se conoce como Mahane Dan ('Campamentos de Dan'). La región donde trataron de asentarse incluye la zona norte hasta Jope y su límite sur bordea el Sefela en la zona de Timna. Como resultado de la presión de los filisteos la tribu abandonó la esperanza de permanecer allí, por lo tanto emigraron al norte del país. Después de conquistar la ciudad de Lais, la tribu la refundó como su capital y cambiando el nombre de la ciudad a Dan. Como resultado, la región se conoce como Gush Dan.